# McLeod-Gletscher (Signy Island)
Der McLeod-Gletscher ist ein 1,5 km langer Gletscher auf Signy Island im Archipel der Südlichen Orkneyinseln. Er fließt in südöstlicher Richtung zur Clowes Bay im Süden der Insel.
Der Falkland Islands Dependencies Survey führte 1947 Vermessungen des Gletschers durch. Das UK Antarctic Place-Names Committee  benannte ihn 1955 nach dem aus Schottland stammenden Robbenfängerkapitän Michael McLeod, Kommandant der Beaufoy of London, mit der er am 12. Dezember 1821 die Südlichen Orkneyinseln erreicht hatte, d. h. sechs Tage nach der Entdeckung des Archipels durch George Powell und Nathaniel Palmer.